# NGC 4697
NGC 4697 é uma galáxia elíptica (E6) localizada na direcção da constelação de Virgo. Possui uma declinação de -05° 48' 00" e uma ascensão recta de 12 horas, 48 minutos e 35,8 segundos.
A galáxia NGC 4697 foi descoberta em 24 de Abril de 1784 por William Herschel.